# Evalda
Evalda je žensko osebno ime.

## Izvor imena
Ime Evalda je ženska oblika moškega osebnega  imena Evald.

## Pogostost imena
Po podatkih Statističnega urada Republike Slovenije na dan 31. decembra 2007 v Sloveniji ni bilo ženskih oseb z imenom Evalda ali pa je bilo število nosilk tega imena manjše od 5.

## Osebni praznik
Osebe z imenom Evalda lahko godujejo takrat kot osebe z imenom Evald.